# Matsuoka Joan

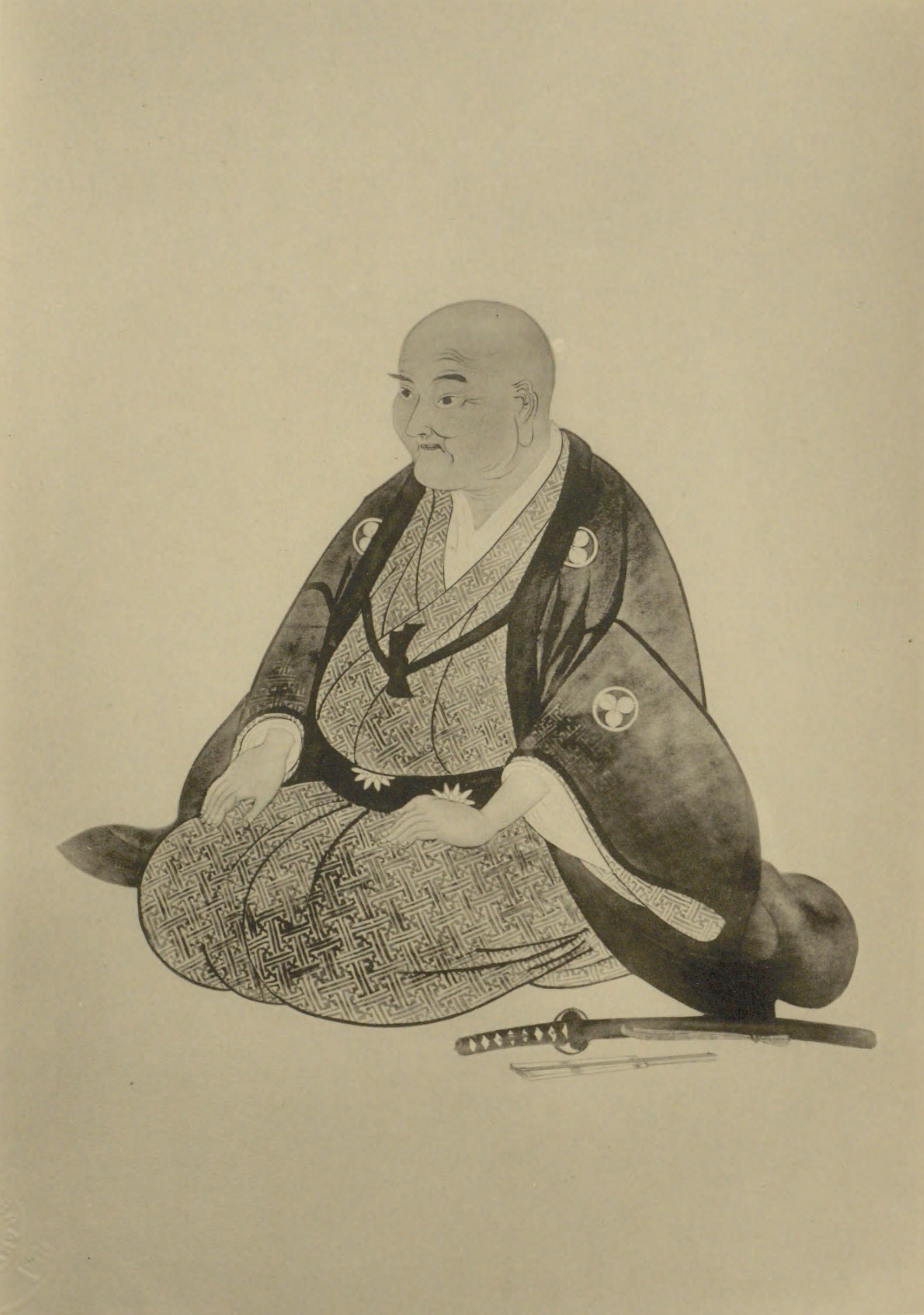
Matsuoka Joan

Matsuoka Joan (japanisch 松岡 恕庵; geboren 1668 in Kyōto (Provinz Yamashiro); gestorben 27. August 1746) war ein japanischer Kräuterkundler und Naturforscher in der mittleren Edo-Zeit. 

## Leben und Wirken
Matsuoka Joan hieß eigentliche mit Vorname Gentatsu (玄達). Sein Rufname war Seishō (成章), seine „Gō“ waren Joan (恕庵) und Igansai (怡顔斎). Er studierte zunächst bei Yamazaki Ansai Yamazaki und später bei Itō Jinsai und bei dessen Sohn Itō Tōgai, um den Konfuzianismus zu meistern. Er lernte auch Kräuterkunde von Inō Jakusui (稲生 若水; 1655–1715).
Joans Beitrag zur Naturgeschichte liegt in seinem akademischen Schwerpunkt auf der Erforschung der chinesischen Flora und Fauna so wie der Arten japanischer Flora, Fauna und Mineralien. Wie den Werken „Honzō kibun“ (本草記聞) und „Honzō kaishi“ (本草会誌), Aufzeichnungen Joans, zu entnehmen ist, orientierte er sich an dem chinesischen Werk „Běncǎo gāngmù“ (本草綱目), verfasst von Li Shizhen (1518–1593).
Im Jahr 1721 ging Matsuoka im Auftrag des Shogunats nach Edo und beschäftigte sich mit der Medikamentenbewertung. Zu dieser Zeit wurde er zu einer zentralen Figur der Kräuterheilkunde. Er hat viele Bücher geschrieben, darunter „Yōyaku suchi zenpen“ (用薬須知前編), das sein Wissen über Medikamente klar erklärt, und „Shokuryō Shōyō“ (食療正要), ein Buch über Lebensmittel-Kräutermedikamenten, die wichtig sind. Letzteres basiert auf „Nóngzhèng quánshū“ (農政全書), herausgegeben von Xu Guangqi (1566–1632), und „Jiùhuāng běncǎo“ (救荒本草), das von Wang Xirō (王西 楼編) herausgegeben und veröffentlicht. Er verfasste auch „Banpo-roku“ (蕃藷録), in dem er die Nützlichkeit von Süßkartoffeln als Hilfsnahrung im Falle einer Hungersnot beschrieb, und zwar 16 Jahre vor Aoki Konyōs „Banpo-kō“ (蕃藷考), das später vom Shogunat übernommen wurde.
Andere Werke wie „Ō-hin“ (桜品) – „Über Kirschen“, „Bai-hin“ (梅品) – „Über Pflaumen“, „Ran-hin“ (蘭品) – „Über Orchideen“, „Kin-hin“ (菌品) – „über Pilze“, „Kōsan-hin“ (広参品)  – „über Ginseng“ und „Kai-hin“ (介品), die die Formen und Herkunftsorte von Pflanzen und Tieren beschreiben, spielten eine Rolle bei der Entwicklung des Gartenbaus in Japan. Die Naturgeschichte der Jakusui-Schule (若水学派) wurde von Matsuoka in Form der Sortenforschung übernommen und weiterentwickelt. Mit der Förderung der Entwicklung inländischer Produkte durch den Shogun Tokugawa Yoshimune (1684–1751) wurde sie auf Vor-Ort-Erhebungen von Produkten aus verschiedenen Landesteilen erweitert.
Zu Matsuokas Schülern zählen unter anderem Ono Ranzan (1729–1810) und Toda Kyokuza (戸田 旭山; 1696–1769).